# Giro di Romandia 1956
Il Giro di Romandia 1956, decima edizione della corsa, si svolse dal 10 al 13 maggio su un percorso di 835 km ripartiti in 4 tappe (la terza suddivisa in due semitappe), con partenza e arrivo a Ginevra. Fu vinto dall'italiano Pasquale Fornara della Arbos davanti agli svizzeri Carlo Clerici e Rene Strehler.

## Tappe
| Tappa  | Data      | Percorso                                  | km  | Vincitore di tappa | Leader cl. generale |
| ------ | --------- | ----------------------------------------- | --- | ------------------ | ------------------- |
| 1ª     | 10 maggio | Ginevra > Sierre                          | 178 | Adolfo Grosso      | Adolfo Grosso       |
| 2ª     | 11 maggio | Sierre > Le Locle                         | 214 | Rene Strehler      | Adolfo Grosso       |
| 3ª-1ª  | 12 maggio | Le Locle > Bassecourt                     | 115 | Bruno Monti        | Adolfo Grosso       |
| 3ª-2ª  | 12 maggio | Bassecourt > Boncourt (cron. individuale) | 43  | Pasquale Fornara   | Pasquale Fornara    |
| 4ª     | 13 maggio | Boncourt > Ginevra                        | 273 | Wout Wagtmans      | Pasquale Fornara    |
| Totale | Totale    | Totale                                    | 835 |                    |                     |

## Dettagli delle tappe

### 1ª tappa
- 10 maggio: Ginevra > Sierre – 178 km

| Pos. | Corridore          | Squadra       | Tempo    |
| ---- | ------------------ | ------------- | -------- |
| 1    | Adolfo Grosso      | Lygie         | 4h06'51" |
| 2    | Rene Strehler      | Allegro       | a 41"    |
| 3    | Alessandro Fantini | Atala-Pirelli | s.t.     |

| Pos. | Corridore     | Squadra | Tempo    |
| ---- | ------------- | ------- | -------- |
| 1    | Adolfo Grosso | Lygie   | 4h06'51" |

### 2ª tappa
- 11 maggio: Sierre > Le Locle – 214 km

| Pos. | Corridore       | Squadra  | Tempo    |
| ---- | --------------- | -------- | -------- |
| 1    | Rene Strehler   | Allegro  | 6h12'38" |
| 2    | Antonin Rolland | L. Bobet | s.t.     |
| 3    | Carlo Clerici   | Condor   | s.t.     |

| Pos. | Corridore     | Squadra | Tempo |
| ---- | ------------- | ------- | ----- |
| 1    | Adolfo Grosso | Lygie   |       |

### 3ª tappa - 1ª semitappa
- 12 maggio: Le Locle > Bassecourt – 115 km

| Pos. | Corridore          | Squadra       | Tempo    |
| ---- | ------------------ | ------------- | -------- |
| 1    | Bruno Monti        | Atala-Pirelli | 3h02'02" |
| 2    | Alessandro Fantini | Atala-Pirelli | s.t.     |
| 3    | Pasquale Fornara   | Arbos         | s.t.     |

| Pos. | Corridore     | Squadra | Tempo |
| ---- | ------------- | ------- | ----- |
| 1    | Adolfo Grosso | Lygie   |       |

### 3ª tappa - 2ª semitappa
- 12 maggio: Bassecourt > Boncourt (cron. individuale) – 43 km

| Pos. | Corridore        | Squadra | Tempo    |
| ---- | ---------------- | ------- | -------- |
| 1    | Pasquale Fornara | Arbos   | 1h02'31" |
| 2    | Carlo Clerici    | Condor  | a 54"    |
| 3    | Rene Strehler    | Allegro | a 1'11"  |

| Pos. | Corridore        | Squadra | Tempo     |
| ---- | ---------------- | ------- | --------- |
| 1    | Pasquale Fornara | Arbos   | 14h24'43" |

### 4ª tappa
- 13 maggio: Boncourt > Ginevra – 273 km

| Pos. | Corridore          | Squadra       | Tempo    |
| ---- | ------------------ | ------------- | -------- |
| 1    | Wout Wagtmans      | Locomotief    | 7h26'46" |
| 2    | Rene Strehler      | Allegro       | a 49"    |
| 3    | Alessandro Fantini | Atala-Pirelli | s.t.     |

| Pos. | Corridore        | Squadra | Tempo     |
| ---- | ---------------- | ------- | --------- |
| 1    | Pasquale Fornara | Arbos   | 21h52'18" |
| 2    | Carlo Clerici    | Condor  | a 54"     |
| 3    | Rene Strehler    | Allegro | a 1'11"   |

## Classifiche finali

### Classifica generale
| Pos. | Corridore          | Squadra       | Tempo     |
| ---- | ------------------ | ------------- | --------- |
| 1    | Pasquale Fornara   | Arbos         | 21h52'18" |
| 2    | Carlo Clerici      | Condor        | a 54"     |
| 3    | Rene Strehler      | Allegro       | a 1'11"   |
| 4    | Bruno Monti        | Atala-Pirelli | a 1'16"   |
| 5    | Adolfo Grosso      | Atala-Pirelli | a 3'16"   |
| 6    | Ugo Anzile         | Mercier-BP    | a 3'17"   |
| 7    | Pietro Giudici     | Arbos         | a 4'23"   |
| 8    | Alessandro Fantini | Atala-Pirelli | a 4'27"   |
| 9    | Raymond Reisser    | Tigra         | a 6'11"   |
| 10   | Hans Hollenstein   | Allegro       | a 6'12"   |